# Paczkowo (przystanek kolejowy)
Paczkowo – przystanek osobowy w Paczkowie, w woj. wielkopolskim. Posiada 2 jednokrawędziowe perony.

## Ruch pasażerski[1]
| Rok  | Wymiana pasażerska na dobę |
| ---- | -------------------------- |
| 2017 | 200-299                    |
| 2018 | 500-699                    |
| 2019 | 700-999                    |
| 2020 | 300-499                    |
| 2021 | 200-299                    |
| 2022 | 500-699                    |
| 2023 | 700-999                    |

## Połączenia
Od grudnia 2012 na przystanku zatrzymują się pociągi osobowe uruchamiane przez spółkę Koleje Wielkopolskie (wcześniej kursowały tędy pociągi Regio Przewozów Regionalnych). Z Paczkowa można obecnie (sierpień 2015) dojechać do wszystkich stacji oraz przystanków położonych na linii kolejowej nr 3 między Kutnem a Zbąszynkiem.

## Linki zewnętrzne

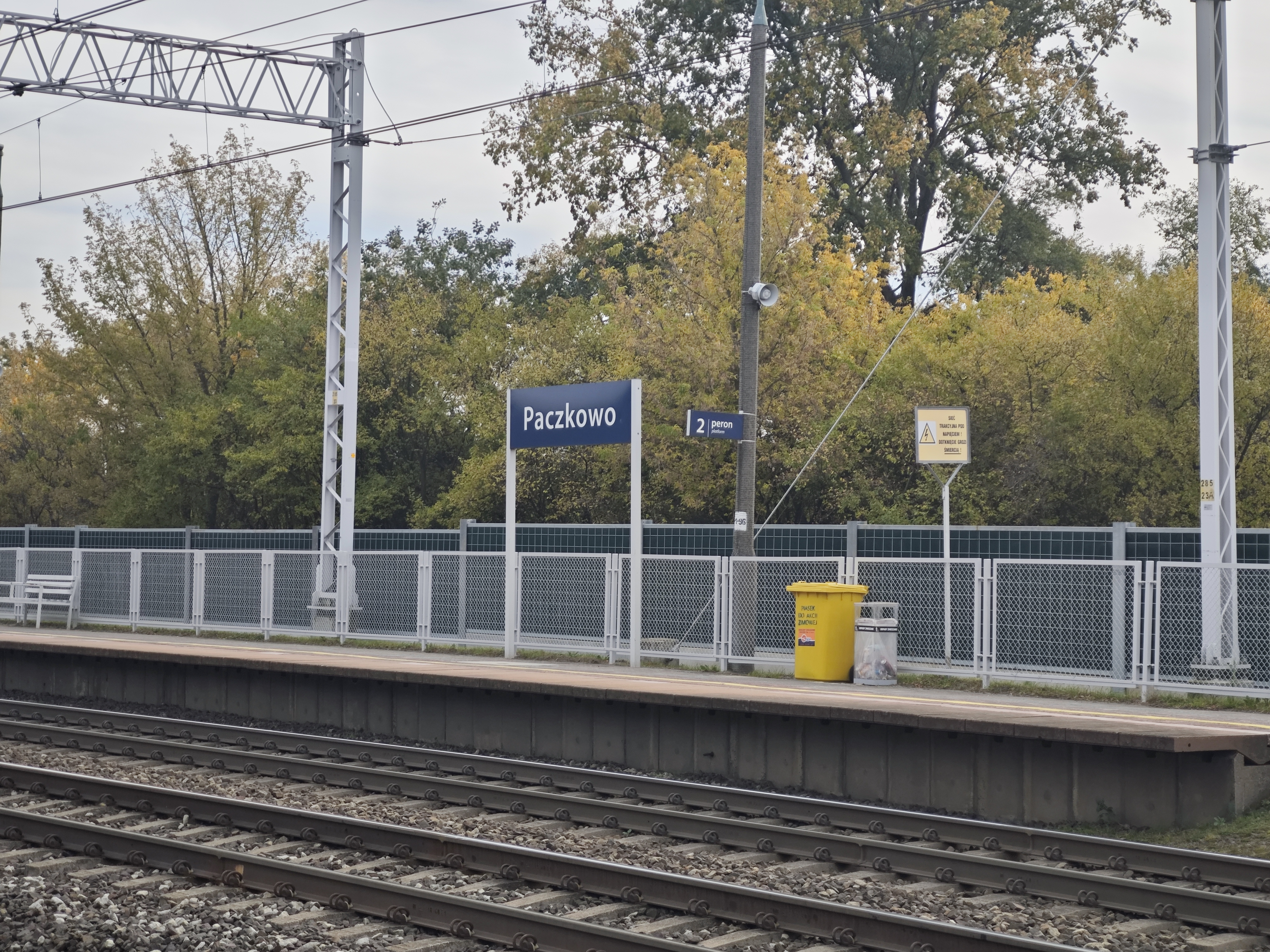
Peron 2
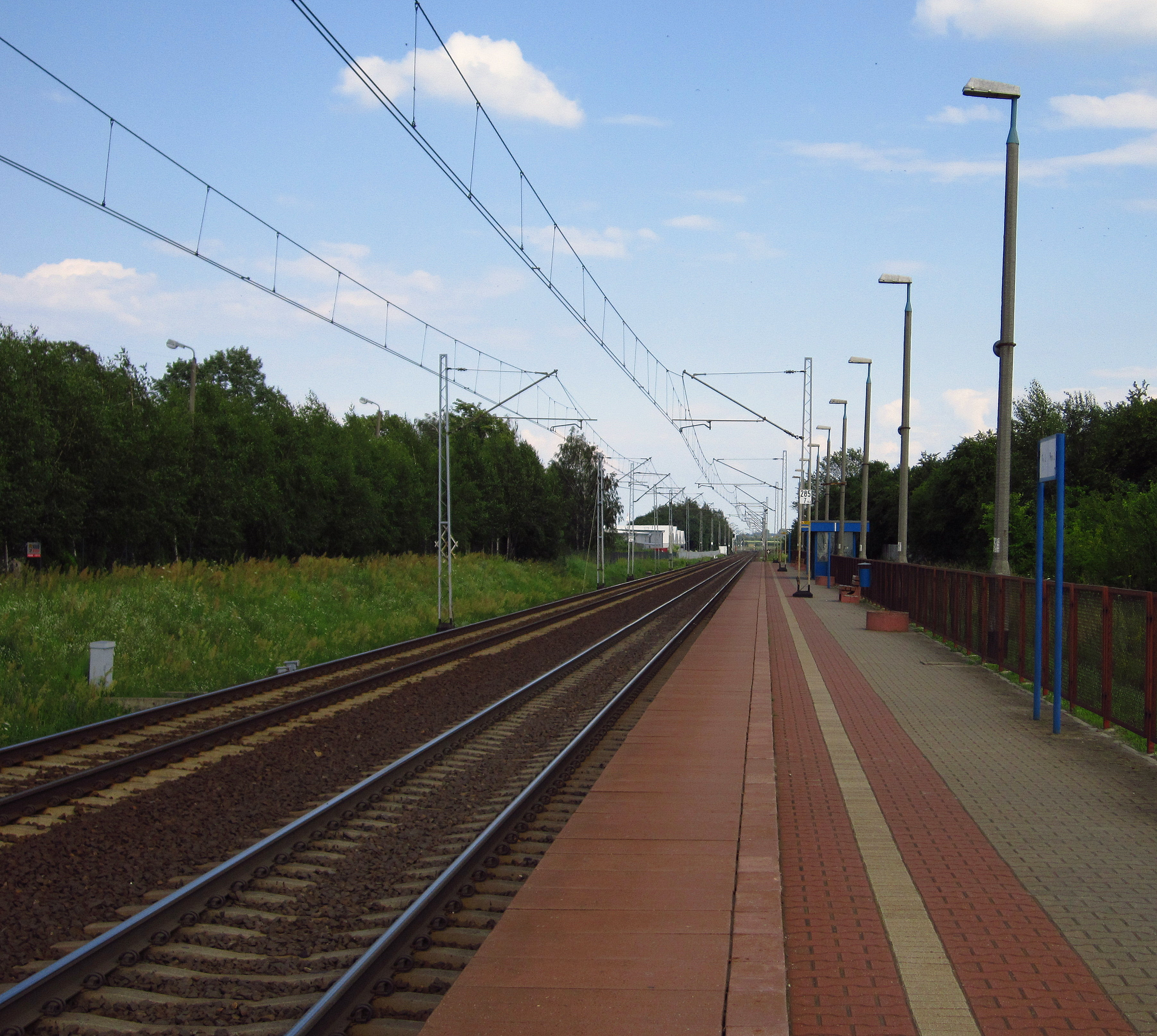
Peron
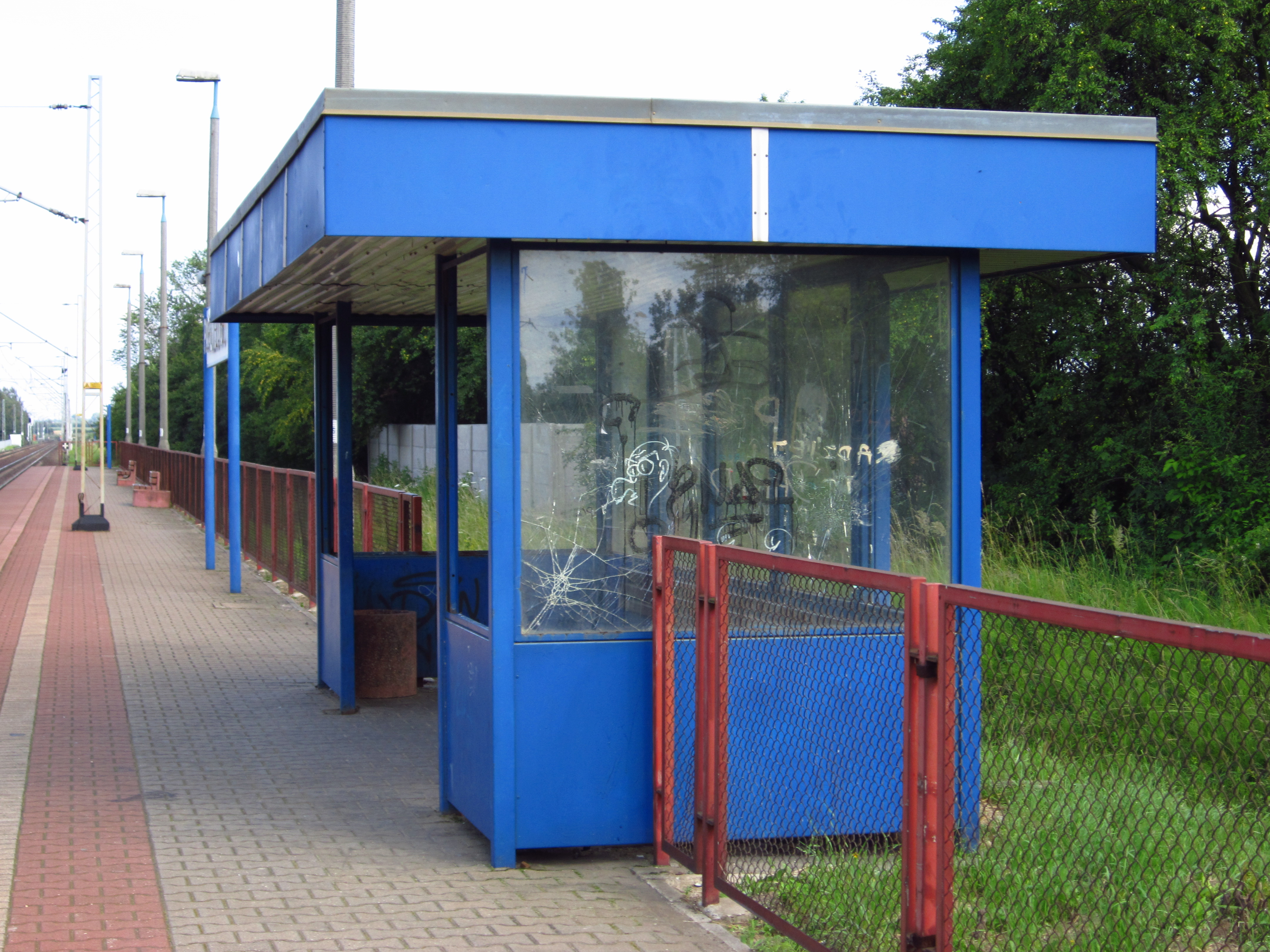
Wiata